# Čepca
Čepca (rusky Чепца) je řeka v Permském kraji, Kirovské oblasti a Udmurtské republice v Rusku. Je 501 km dlouhá. Povodí má rozlohu 20 400 km².

## Průběh toku
Pramení na Hornokamské vysočině. Protéká skrz ní na západ v hluboké a široké dolině. Na dolním toku protéká Vjatským Úvalem. Je to levý přítok řeky Vjatky (povodí Volhy).

## Vodní režim
Zdroj vody je převážně sněhový. Průměrný roční průtok vody ve vzdálenosti 85 km od ústí činí 130 m³/s. Zamrzá v listopadu a rozmrzá v dubnu až na začátku v května.

## Využití
Řeka je splavná. Vodní doprava je možná do vzdálenosti 135 km od ústí. Na řece leží města Glazov, Kirovo-Čepeck.